# Berzo Inferiore
Berzo Inferiore là một đô thị trong tỉnh tỉnh Brescia thuộc vùng Lombardia, Ý. Đô thị này có diện tích 21 km², dân số 2206 người. Các đô thị giáp ranh gồm: Bienno, Bovegno, Cividate Camuno, Esine.